# Meranti Paham
Meranti Paham is een bestuurslaag in het regentschap Labuhan Batu van de provincie Noord-Sumatra, Indonesië. Meranti Paham telt 4484 inwoners (volkstelling 2010).